# Аспорін
ASPN (англ. Asporin) – білок, який кодується однойменним геном, розташованим у людей на короткому плечі 9-ї хромосоми. Довжина поліпептидного ланцюга білка становить 380 амінокислот, а молекулярна маса — 43 417.
| 10         |  | 20         |  | 30         |  | 40         |  | 50         |
| ---------- |  | ---------- |  | ---------- |  | ---------- |  | ---------- |
| MKEYVLLLFL |  | ALCSAKPFFS |  | PSHIALKNMM |  | LKDMEDTDDD |  | DDDDDDDDDD |
| DEDNSLFPTR |  | EPRSHFFPFD |  | LFPMCPFGCQ |  | CYSRVVHCSD |  | LGLTSVPTNI |
| PFDTRMLDLQ |  | NNKIKEIKEN |  | DFKGLTSLYG |  | LILNNNKLTK |  | IHPKAFLTTK |
| KLRRLYLSHN |  | QLSEIPLNLP |  | KSLAELRIHE |  | NKVKKIQKDT |  | FKGMNALHVL |
| EMSANPLDNN |  | GIEPGAFEGV |  | TVFHIRIAEA |  | KLTSVPKGLP |  | PTLLELHLDY |
| NKISTVELED |  | FKRYKELQRL |  | GLGNNKITDI |  | ENGSLANIPR |  | VREIHLENNK |
| LKKIPSGLPE |  | LKYLQIIFLH |  | SNSIARVGVN |  | DFCPTVPKMK |  | KSLYSAISLF |
| NNPVKYWEMQ |  | PATFRCVLSR |  | MSVQLGNFGM |  |            |  |            |

A: Аланін

C: Цистеїн

D: Аспарагінова кислота

E: Глутамінова кислота

F: Фенілаланін

G: Гліцин

H: Гістидин

I: Ізолейцин

K: Лізин

L: Лейцин

M: Метіонін

N: Аспарагін

P: Пролін

Q: Глутамін

R: Аргінін

S: Серин

T: Треонін

V: Валін

W: Триптофан

Білок має сайт для зв'язування з іоном кальцію. 
Локалізований у позаклітинному матриксі.
Також секретований назовні.